# La Trinité-de-Réville
La Trinité-de-Réville is een gemeente in het Franse departement Eure (regio Normandië) en telt 188 inwoners (1999). De plaats maakt deel uit van het arrondissement Bernay.

## Geografie
De oppervlakte van La Trinité-de-Réville bedraagt 11,2 km², de bevolkingsdichtheid is 16,8 inwoners per km².
De onderstaande kaart toont de ligging van La Trinité-de-Réville met de belangrijkste infrastructuur en aangrenzende gemeenten.

## Demografie
Onderstaande figuur toont het verloop van het inwonertal (bron: INSEE-tellingen).